# Estación Yeruá
Estación Yeruá é uma junta de governo da província de Entre Ríos, na Argentina.